# Supercopa Brasil de Basquete Masculino de 2016
A Supecopa Brasil de Basquete de 2016 foi uma competição de basquetebol, equivalente à 3ª divisão brasileira, disputada em Brusque, Santa Catarina. Teve o Santos do Amapá pela primeira vez campeão nacional, derrotando o mandante Brusque.

## Equipes participantes
| Em negrito, as equipes que avançaram à fase final: - Nordeste - Carcará Alagoano - Clube Náutico Capibaribe - ABC Futebol Clube - Unifacisa - Norte - Trem Desportivo - Santos FC - Associação de Basketeiros - Novo Basquete Jardim - Juventus Esporte Clube |  | - Sul - NBPG/CCR Rodonorte/Ponta Grossa - FELEJ/Joinville-AABJ - Basquete Curitiba/Círculo Militar - Independente/São José - AD Brusque (Mandante, não disputou a fase regional.) - Sudeste (Sem fase regional realizada) - Botafogo - América/UNIRP/Rodobens - Centro-Oeste - Clube Vizinhança - Filadélfia Basquete - APAB-ABCEF - Planalto Basquete |

## Fases regionais

### Copa Nordeste[1]
Local: Ginásio Sesi Prata - Clube do Trabalhador, Campina Grande
- 1ª rodada – Sexta-feira – Dia 20 de maio
- Náutico Capibaribe (PE) 85 x 55 ABC Futebol Clube (RN)
- UNIFACISA (PB) 119 x 72 Carcará Alagoano (AL)

- 2ª rodada – Sábado – Dia 21 de maio
- Carcará Alagoano (AL) 56 x 72 Náutico Capibaribe (PE)
- ABC Futebol Clube (RN) 52 x 103 UNIFACISA (PB)

- 3ª rodada – Domingo – Dia 22 de maio
- Carcará Alagoano (AL) 67 x 55 ABC Futebol Clube
- Náutico Capibaribe (PE) 57 x 75 UNIFACISA (PB)

#### Tabela
|   | Times            | Pts | J | V | D | PF  | PS  | SP   |
| - | ---------------- | --- | - | - | - | --- | --- | ---- |
| 1 | Unifacisa        | 6   | 3 | 3 | 0 | 297 | 182 | +115 |
| 2 | Náutico          | 5   | 3 | 2 | 1 | 214 | 186 | +28  |
| 3 | Carcará Alagoano | 4   | 3 | 1 | 2 | 195 | 246 | –51  |
| 4 | ABC FC           | 3   | 3 | 0 | 3 | 162 | 254 | -92  |

Pts - pontos ganhos; J – jogos disputados; V - vitórias; D - derrotas; PF - pontos feitos; PS - pontos sofridos; SP - saldo de pontos.

Qualificado para a fase nacional:
 Unifacisa

### Copa Norte[2]
Local: Ginásio Avertino Ramos, Macapá
- 1ª rodada – Dia 16 de maio (Segunda-feira)
- Juventus 57 x 114 Santos e Trem Desportivo 65 x 76 Novo Basquete

- 2ª rodada – Dia 17 de maio (Terça-feira)
- Associação dos Basketeiros 55 x 62 Novo Basquete e Juventus 46 x 111 Trem Desportivo

- 3ª rodada – Dia 18 de maio (Quarta-feira)
- Associação dos Basketeiros 73 x 60 Juventus e Santos 95 x 69 Trem Desportivo

- 4ª rodada – Dia 19 de maio (Quinta-feira)
- Novo Basquete 76 x 55 Juventus e Santos 75 x 59 Associação de Basketeiros

- 5ª rodada – Dia 20 de maio (Sexta-feira)
- Trem Desportivo 64 x 41 Associação de Basketeiros e Novo Basquete 53 x 67 Santos

|   | Times                     | Pts | J | V | D | PF  | PS  | SP   |
| - | ------------------------- | --- | - | - | - | --- | --- | ---- |
| 1 | Santos FC                 | 8   | 4 | 4 | 0 | 351 | 238 | +113 |
| 2 | Novo Basquete Jardim      | 7   | 4 | 3 | 1 | 267 | 242 | +25  |
| 3 | Trem                      | 6   | 4 | 2 | 2 | 309 | 258 | +51  |
| 4 | Associação de Basketeiros | 5   | 4 | 1 | 3 | 228 | 261 | -33  |
| 5 | Juventus Esporte Clube    | 4   | 4 | 0 | 4 | 261 | 374 | -156 |

Pts - pontos ganhos; J – jogos disputados; V - vitórias; D - derrotas; PF - pontos feitos; PS - pontos sofridos; SP - saldo de pontos.
O Santos garantiu vaga para a fase nacional.

### Copa Centro-Oeste[3]
Locais: Ginásio da UNICEUB e Ginásio do SEST/SENAT, Brasília, DF
Tabela de jogos: 

1ª rodada (20/4) (UNICEUB)
- APAB-APCEF 66 x 60 Planalto Basquete
- Clube Vizinhança 73 x 55 Filadélfia Basquete

2ª rodada (21/4) (SEST/SENAT)
- Filadélfia Basquete 69 x 55 APAB-APCEF
- Planalto Basquete 65 x 80 Clube Vizinhança

3ª rodada (22/4) (UNICEUB)
- Clube Vizinhança 78 x 57 x APAB-APCEF
- Planalto Basquete 62 x 84 Filadélfia Basquete

|   | Times               | Pts | J | V | D | PF  | PS  | SP   |
| - | ------------------- | --- | - | - | - | --- | --- | ---- |
| 1 | Clube Vizinhança    | 6   | 3 | 3 | 0 | 297 | 182 | +115 |
| 2 | Filadélfia Basquete | 5   | 3 | 2 | 1 | 214 | 186 | +28  |
| 3 | APAB-APCEF          | 4   | 3 | 1 | 2 | 195 | 246 | –51  |
| 4 | Planalto Basquete   | 3   | 3 | 0 | 3 | 162 | 254 | -92  |

Pts - pontos ganhos; J – jogos disputados; V - vitórias; D - derrotas; PF - pontos feitos; PS - pontos sofridos; SP - saldo de pontos.
- RODADA FINAL
- Disputa do bronze: Planalto Basquete 56 x 46 APAB-APCEF
- Disputa do ouro: Clube Vizinhança 72 x 62 Filadélfia Basquete (VIZINHANÇA CLASSIFICADO PARA A FASE NACIONAL)

### Copa Sul
Local: Ginásio Borell du Vernay, Ponta Grossa
Tabela de jogos:

1ª rodada:
- Círculo Militar 85 x 73 AABJ/Joinville
- NBPG/CCR Rodonorte 77 x 65 Independente/São José

2ª rodada:
- Independente/São José 68 x 78 Círculo Militar
- NBPG/CCR Rodonorte 89 x 80 AABJ/Jonville

3ª rodada:
- Basquete Curitiba 69 x 71 Novo Basquete Ponta Grossa

|   | Times                 | Pts | J | V | D | PF  | PS  | SP  |
| - | --------------------- | --- | - | - | - | --- | --- | --- |
| 1 | NBPG/CCR Rodonorte    | 6   | 3 | 3 | 0 | 237 | 214 | +23 |
| 2 | Círculo Militar       | 5   | 3 | 2 | 1 | 214 | 186 | +20 |
| 3 | AABJ/Joinville        | 4   | 3 | 1 | 2 | 153 | 174 | –21 |
| 4 | Independente/São José | 3   | 3 | 0 | 3 | 133 | 155 | –22 |

Pts - pontos ganhos; J – jogos disputados; V - vitórias; D - derrotas; PF - pontos feitos; PS - pontos sofridos; SP - saldo de pontos.
Fontes:  

## Fase nacional
Local: Arena Brusque, Brusque, SC
| Grupo A                                                          | Grupo B                                                                                      |
| ---------------------------------------------------------------- | -------------------------------------------------------------------------------------------- |
| Brusque (A) Botafogo (SE) Círculo Militar (S-2) Unifacisa (NE-1) | América/UNIRP/Rodobens (SE) Clube Vizinhança (CO-1) NBPG/CCR Rodonorte (S-1) Santos FC (N-1) |

Resultados do Grupo A
1ª rodada (14 de junho):
- Brusque 61-66 Unifacisa
- Botafogo 69-47 Círculo Militar

2ª rodada (15 de junho):
- Unifacisa 44-55 Botafogo
- Círculo Militar 50-55 Brusque

3ª rodada (16 de junho):
- Círculo Militar 43-61 Unifacisa
- Brusque 61-54 Botafogo

Classificação do Grupo A
|   | Times           | Pts | J | V | D | PF  | PS  | SP  | CD        |
| - | --------------- | --- | - | - | - | --- | --- | --- | --------- |
| 1 | Botafogo        | 5   | 3 | 2 | 1 | 178 | 154 | +24 | 1V 1D, +4 |
| 2 | AD Brusque (A)  | 5   | 3 | 2 | 1 | 177 | 170 | +7  | 1V 1D, +2 |
| 3 | Unifacisa       | 5   | 3 | 2 | 1 | 171 | 159 | –12 | 1V 1D, -6 |
| 4 | Círculo Militar | 3   | 3 | 0 | 3 | 140 | 185 | –45 |           |

 (A) Anfitriã; Confronto direto entre as três equipes empatadas, contando, para o desempate, apenas as partidas realizadas entre si. 
Pts - pontos ganhos; J – jogos disputados; V - vitórias; D - derrotas; PF - pontos feitos; PS - pontos sofridos; SP - saldo de pontos; CD - confronto direto
Resultados do grupo B

1ª rodada (14 de junho)
- Santos 79-66 NBPG
- América 70-42 Clube Vizinhança

2ª rodada (15 de junho)
- Santos 58-68 América
- NBPG52-43 Clube Vizinhança

3ª rodada (16 de junho)
- Clube Vizinhança 40-57 Santos
- América 82-61 NBPG

Classificação do Grupo B
|   | Times                  | Pts | J | V | D | PF  | PS  | SP  | CD |
| - | ---------------------- | --- | - | - | - | --- | --- | --- | -- |
| 1 | América/UNIRP/Rodobens | 6   | 3 | 3 | 0 | 220 | 161 | +59 |    |
| 2 | Santos-AP              | 5   | 3 | 2 | 1 | 194 | 174 | +20 |    |
| 3 | NBPG/CCR Rodonorte     | 4   | 3 | 1 | 2 | 179 | 204 | –35 |    |
| 4 | Clube Vizinhança       | 3   | 3 | 0 | 3 | 125 | 179 | –54 |    |

 Pts - pontos ganhos; J – jogos disputados; V - vitórias; D - derrotas; PF - pontos feitos; PS - pontos sofridos; SP - saldo de pontos; CD - confronto direto

### Fase eliminatória

#### Chave de consolação
|  | Semifinais do 5º ao 8º lugar | Semifinais do 5º ao 8º lugar |    |                  | Disputa do 5º lugar | Disputa do 5º lugar |  |
|  |                              |                              |    |                  |                     |                     |  |
|  | 17 de junho                  |                              |    |                  |                     |                     |  |
|  | Clube Vizinhança             | 63                           |    |                  |                     |                     |  |
|  | Unifacisa                    | 77                           |    |                  |                     |                     |  |
|  |                              |                              |    |                  |                     |                     |  |
|  |                              |                              |    |                  | 18 de junho         |                     |  |
|  |                              |                              |    |                  | Unifacisa           | 73                  |  |
|  |                              | Ponta Grossa                 | 64 |                  |                     |                     |  |
|  |                              |                              |    |                  |                     |                     |  |
|  |                              |                              |    |                  |                     |                     |  |
|  |                              |                              |    |                  | Disputa do 7º lugar |                     |  |
|  | 17 de junho                  | 17 de junho                  |    | 18 de junho      | 18 de junho         |                     |  |
|  | Círculo Militar              | 53                           |    | Clube Vizinhança | 35                  |                     |  |
|  | Ponta Grossa                 | 56                           |    |                  | Círculo Militar     | 53                  |  |

#### Chave do título
|  | Semifinais  | Semifinais  |    |             | Final               | Final |  |
|  |             |             |    |             |                     |       |  |
|  | 17 de junho |             |    |             |                     |       |  |
|  | Botafogo    | 57          |    |             |                     |       |  |
|  | Santos-AP   | 66          |    |             |                     |       |  |
|  |             |             |    |             |                     |       |  |
|  |             |             |    |             | 18 de junho         |       |  |
|  |             |             |    |             | Santos-AP           | 68    |  |
|  |             | Brusque     | 50 |             |                     |       |  |
|  |             |             |    |             |                     |       |  |
|  |             |             |    |             |                     |       |  |
|  |             |             |    |             | Disputa do 3º lugar |       |  |
|  | 17 de junho | 17 de junho |    | 18 de junho | 18 de junho         |       |  |
|  | América     | 61          |    | Botafogo    | 85                  |       |  |
|  | Brusque     | 73          |    |             | América             | 71    |  |

Fonte: 

## Premiação
| Supercopa Brasil de 2016                                |
| ------------------------------------------------------- |
| Santos-AP Campeão (1º título Brasileiro da 3.ª Divisão) |

| 2º | Brusque          |
| 3º | Botafogo         |
| 4º | América          |
| 5º | Unifacisa        |
| 6º | Ponta Grossa     |
| 7º | Círculo Militar  |
| 8º | Clube Vizinhança |